# 石大仓乡
石大仓乡，是中华人民共和国青海省海东市化隆回族自治县下辖的一个乡镇级行政单位。

## 行政区划
石大仓乡下辖以下地区：
石大仓村、台一村、台二村、支哈堂村、项加吾具村、关藏仓村、大岭仓村、小金源村、斯吉海村、沙让村、大加沿村、文家山村、旦庄村、吉加村、香塔村、高跃村和拉卡村。